# Rosulabryum tuberosum
Rosulabryum tuberosum är en bladmossart som beskrevs av Magnus Spence 1996. Rosulabryum tuberosum ingår i släktet Rosulabryum och familjen Bryaceae. Inga underarter finns listade i Catalogue of Life.